# Pattaya United FC
Pattaya United Football Club (taj. สโมสรฟุตบอล พัทยา ยูไนเต็ด) – tajski klub piłkarski, grający w Thai Premier League, mający siedzibę w mieście Pattaya.

## Sukcesy
- Thai League 2
  - wicemistrzostwo (1): 2015

## Stadion
Domowe mecze klub rozgrywa na Stadionie Nongprue w Pattayi. Stadion może pomieścić 5838 widzów.

## Skład na sezon 2018
| Nr | Poz. | Piłkarz                      |
| -- | ---- | ---------------------------- |
| 1  | BR   | Patiwat Khammai              |
| 2  | OB   | Tossaporn Chuchin            |
| 3  | OB   | Lee Won-young (kapitan)      |
| 4  | OB   | Suphanan Bureerat            |
| 5  | OB   | Sarawut Kanlayanabandit      |
| 6  | NA   | Pitak Papirom                |
| 8  | PO   | Peeradon Chamratsamee        |
| 9  | NA   | Lukian                       |
| 11 | NA   | Jaroensak Wonggorn           |
| 13 | NA   | Chayawat Srinawong           |
| 14 | PO   | Kim Tae-yeon                 |
| 15 | OB   | Nopparat Sakun-ood           |
| 16 | OB   | Thanat Boulom                |
| 17 | OB   | Adisak Waenlor               |
| 18 | PO   | Hikaru Minegishi             |
| 19 | PO   | Phattharavee Chaisut         |
| 20 | PO   | Anuwat Inyin                 |
| 22 | NA   | Sirimongkol Tungcharoennuruk |

| Nr | Poz. | Piłkarz                                          |
| -- | ---- | ------------------------------------------------ |
| 23 | NA   | Suppaluk Khamseang                               |
| 24 | OB   | Prasittichai Perm                                |
| 25 | BR   | Suppawat Yokakul                                 |
| 26 | BR   | Thanongsak Panpipat                              |
| 27 | OB   | Jakkapan Praisuwan                               |
| 30 | NA   | Tanongsak Promdard                               |
| 31 | OB   | Worrapob Taveesuk                                |
| 34 | OB   | Taradin Meekamrai                                |
| 37 | PO   | Picha Autra                                      |
| 62 | PO   | Teeraphol Yoryoei                                |
| 77 | OB   | Surachet Ngamtip (wypożyczony z Bangkoku United) |
| 79 | PO   | Jitti Khumkudkamin                               |
| 80 | NA   | Chinathip Rueangchai                             |
| 81 | BR   | Wanchai Suwan-in                                 |
| 83 | NA   | Carlão                                           |
| 88 | PO   | Woranat Thongkhruea                              |
| 90 | BR   | Buncha Yimchoi                                   |
| 99 | NA   | Pumin Kaewta                                     |